# Пит Схрејверс
Пит Схрејверс (хол. Piet Schrijvers; 15. децембар 1946 — 7. септембар 2022) био је холандски фудбалер. Играо је на позицији голмана.
У Холандији је наступао за Твенте и Ајакс. Бранио је девет година за амстердамски Ајакс, освојивши пет титула Ередивизије и два КНВБ купа.
За репрезентацију Холандије наступао је на 46 утакмица. Био је члан репрезентација Холандије које су биле другопласиране на Светском првенству 1974. и 1978. године. Учествовао је на два Европска првенства, у Југославији 1976. и Италији 1980. године.
Преминуо је 7. септембра 2022. године након што је дуго боловао од Алцхајмерове болести.